# El dia de Sant Valentí
El dia de Sant Valentí (títol original en anglès, Valentine's Day) és una comèdia romàntica del 2010 dirigida per Garry Marshall, director de Pretty Woman. S'ha doblat i subtitulat al català.
La pel·lícula compta amb un dels millors repartiments de la història cinematogràfica. En concret, destaquen els actors guanyadors dels Oscars: Julia Roberts, Kathy Bates, Jamie Foxx i també Shirley MacLaine. A més, però, la cinta es va nutrir també amb els actors més populars i consolidats en aquell moment a Hollywood, com per exemple: Jessica Alba, Ashton Kutcher, Anne Hathaway i Jessica Biel.

## Argument
Ambientada a Los Angeles un dia de Sant Valentí, la pel·lícula presenta les històries encreuades de diverses persones i és testimoni de com els afecta i pressiona un dia tan assenyalat. Tant les parelles com els que estan sols experimenten el bo i dolent de trobar, mantenir o acabar una relació el dia dels enamorats.
Una oficial de l'exèrcit destinada a Iraq (Julia Roberts) aconsegueix un permís per passar un dies a Los Angeles. En el mateix avió hi vola un home gay (Bradley Cooper) que surt amb un jugador de futbol.
El propietari d'una floristeria (Ashton Kutcher) proposa matrimoni a la seva xicota (Jessica Alba), encara que s'adona que està enamorat d'una de les seves millors amigues (Jennifer Garner), qui, al mateix temps, descobreix que el seu xicot està casat.
Una dona jubilada i feliç (Shirley MacLaine), mare d'un militar, explica un gran secret del seu passat al seu marit.
Una dona jove (Anne Hathaway) que treballa a l'agència de talents més gran de la ciutat, ha quedat amb un treballador de correus.
I, finalment, per una publicista desafortunada en l'amor (Jessica Biel), el dia de Sant Valentí és només un dia més.

## Repartiment
| Intèrpret        | Personatge              | Veu en català         |
| ---------------- | ----------------------- | --------------------- |
| Jessica Alba     | Morley Clarkson         | Marta Barbarà         |
| Kathy Bates      | Susan Moralez           | Maria Luïsa Solà      |
| Jessica Biel     | Kara Monahan            | Carme Calvell         |
| Bradley Cooper   | Holden Wilson           | Sergi Zamora          |
| Eric Dane        | Sean Jackson            | Manel Gimeno          |
| Patrick Dempsey  | Dr. Harrison Copeland   | Daniel Albiac         |
| Hector Elizondo  | Edgar Paddington        | Desconegut            |
| Jamie Foxx       | Kelvin Moore            | Carles di Blasi       |
| Jennifer Garner  | Julia Fitzpatrick       | Esther Solans         |
| Anne Hathaway    | Liz Curran              | Núria Trifol          |
| Ashton Kutcher   | Reed Bennett            | Carles Lladó          |
| Queen Latifah    | Paula Thomas            | Rosa Guillén          |
| Shirley MacLaine | Estelle Paddington      | Marta Padovan         |
| Julia Roberts    | Capitana Kate Hazeltine | Mercè Montalà         |
| Topher Grace     | Jason Morris            | Albert Trifol Sagarra |

## Curiositats
- Julia Roberts només apareix sis minuts a la pel·lícula. Una participació per la qual va cobrar 2,3 milions d'euros, quantitat que equival a 6.000 euros per segon o, millor dit, 8.800 euros per cada paraula que hi diu.